# 普思资本
北京普思投资有限公司（英語：Prometheus Capital），简称普思资本，是一家投资公司，注册於北京市朝阳区，成立于2009年12月4日。公司由富商王健林之子王思聪全资设立，王思聪任董事长。公司的英文名取自希腊语普罗米修斯，即“先见之明”。公司称，截至2019年投资总额为30亿元人民币，官方网站列出的投资案例有32个公司。有媒体称不完全统计普思资本投资的公司约60家。

## 历史
2009年，自英国伦敦大学学院毕业返回中国的王思聪创办了北京普思投资有限公司。传闻称，当时王思聪不愿进入万达集团，其父王健林决定给他5亿元人民币，供他练习创业，普思投资就是用这笔钱成立的。2016年，王思聪在一档综艺节目海选直播中否认了这个传闻，称王健林并未一次性给他5亿元供他创业，而是一次只给500万元或1000万元。

### 成功投資
普思资本最初只投资了四家公司，即环球数码、云游控股、九好集团、无锡海古德新技术有限公司。2012年9月起，普思资本投资了十余个项目。普思资本投资的公司涉足的领域有医疗、移动互联、新能源、电子商务、殡葬业等。普思资本投资的公司里，有多家公司后来挂牌上市：云游控股、福寿园、天鸽互动、饮食概念在香港交易所上市，乐逗游戏在纳斯达克上市，无锡先导股份在深圳证券交易所创业板上市，Dexter公司在韩国科斯达克上市。
2015年10月，胡润研究院发布了《2015胡润百富榜》，榜单估计王思聪个人财富为40亿元人民币。有媒体分析，当时王思聪直接和间接持有深交所上市公司万达院线1000万股，这部分股权当时的市值约为15亿；分析称，余下的25亿来自王思聪的投资，如果王健林给王思聪5亿元启动资金一事属实，那么这一笔钱在6年间增值到了原来的5倍。媒体梳理，普思资本入股新三板公司英雄互娱并在后来清仓，获利5,000万元人民币，回报率约65%；普思投资400万美元入股云游控股，并在上市后抛售，获利78%，收益为312万美元；投资先导智能据称获得9倍回报；韩国公司Dexter在上市后的估值是普思资本投资时的3倍，浮动盈利约1.9亿元人民币；乐逗游戏上市前夕，首席执行官陈湘宇将自己持有的1.3%以大约590万美元的价格卖给普思资本，按照乐逗游戏上市当天的价格计算，投资回报约为5倍。

### 失敗投資
普思资本也有一些不成功的投资。普思资本投资约4亿元人民币的5家新三板公司天好电子、和信瑞通、麦凯智造、紫晶存储、星座魔山先后被摘牌。2012年出资1000万元人民币投资的九好集团借壳鞍重股份上市时财务造假，作为股东之一的普思资本被中国证监会处以警告，并罚款10万元人民币。普思资本后来将九好集团告上法庭，要求后者回购1.6314%的股权，并支付1540万转让金额以及违约金。普思资本在2015年买下乐视体育3.96%的股权，成为公司第八大股东。然而，由于资金被关联方占用，乐视体育后来无法正常经营，普思资本等股东遭受损失。普思资本在2018年11月申请仲裁，要求乐视体育赔偿损失9785.16万元。北京仲裁委员会在2019年11月裁定，支持普思资本的请求，要求乐视网等四家公司以2555.28万元向普思资本回购乐视体育股权。然而，分析认为乐视体育早已被吊销执照，乐视系债权人众多，这笔钱难以讨回。普思资本以3000万人民币投资的蓝游文化后来成为失信公司，拖欠职员工资。普思参与两轮投资的付费问答网站分答意外遭遇下线，恢复运营后表现低迷。

### 熊貓直播破產
2019年3月，王思聪旗下的熊猫直播破产。随后，熊猫直播遭到多家公司起诉。王思聪旗下的其他公司遭到法院冻结。10月15日，上海市宝山区人民法院冻结王思聪持有的普思投资全部股权。不过，分析者指出，王思聪已在2019年5月9日将北京普思投资的全部股权质押给其父的大连万达集团，这一质押具有优先权，因此法院的冻结并无实质影响。10月21日，天津普思资产管理有限公司发布公告称，熊猫直播是王思聪以个人身份投资的，北京普思投资、天津普思资产管理、普思一号基金都不是熊猫直播的股东，同熊猫直播的投资人没有资金纠纷。11月11日，北京普思投资发布声明称，王思聪被限制高消费是由于熊猫直播平台倒闭所致，熊猫直播只是他投资的项目之一，“他还有许多其他投资项目，不能因为一个项目的得失而全盘否定，谁都不能保证所有投资百分之百成功”，普思资本正在代表王思聪应对问题，已经找到了解决方案，完全有能力自主解决。截至12月24日，王思聪的四条限制消费令已全部取消。12月26日，普思资本发布《熊猫互娱投资纠纷处理结果》，称由于王思聪个人为熊猫互娱的投资人提供了连带担保，致使公司债务牵涉到个人身上；公司通过两个月的谈判，同所有投资人达成协议，普思投资与实控人王思聪将全部承担近20亿元人民币的损失。声明称，普思投资的几十个项目“大部分项目是成功的”。有媒体引述王思聪朋友的消息报道，王思聪的母亲林宁出资1亿元人民币帮助他化解了债务危机，他的限制消费令才得以解除。